# Roland Zöffel
Roland Zöffel (* 18. August 1938 in St. Margrethen) ist ein ehemaliger Schweizer Radrennfahrer.

## Sportliche Laufbahn
Zöffel begann seine Laufbahn 1955 und schaffte 1958 mit dem Sieg im Strassenrennen von Yverdon die Qualifikation für die damalige A-Klasse der Amateure in der Schweiz. 1959 konnte er sich mit zwei Etappensiegen bei der Berliner Etappenfahrt erstmals international profilieren. National holte er sich den ersten Meistertitel im Mannschaftszeitfahren mit dem Verein RV Zürich. 1960 startete Roland Zöffel bei den Olympischen Sommerspielen in Rom im Mannschaftszeitfahren. Die Schweizer Mannschaft mit Zöffel, Erwin Jaisli, René Rutschmann und Hubert Bächli belegte Rang neun. Anschliessend startete er bei den UCI-Strassen-Weltmeisterschaften ebenfalls im Mannschaftszeitfahren. 1961 wurde er gemeinsam mit Werner Rezzonico, Jean Brun und Walter Schäppi Schweizer Meister in der Mannschaftsverfolgung mit dem Team des Radfahrer-Vereins Zürich; im Jahr darauf errang er den nationalen Titel in der Einerverfolgung der Amateure. Von 1962 bis 1967 war er Profi in italienischen und schweizerischen Teams und wurde in diesen Jahren noch zweimal – 1963 und 1964 – Schweizer Meister in der Einerverfolgung. 1965 startete er bei der Tour de France, gab aber auf. Die heimische Tour de Suisse bestritt er einmal, 1966 wurde er 18. im Endklassement.

## Berufliches
Zöffel absolvierte eine Ausbildung zum Konditor.